# マーウスク
マーウスク（エストニア語:Maausk）とは、主にエストニアの民間信仰に基づく、キリスト教以前の宗教的階層構造を持つ現代の宗教運動を指す。
マーウスク信者にとって、マーウスクは断絶のない宗教的伝統であり、エストニア人の伝承的な自己信仰を表している。特にエストニア文化において重要な役割を果たしている。
ターラウスクとは異なり、現代のマーウスクには統一された教義や規則は存在しない。主要な原則は、自然崇拝と祖先崇拝である。マーウスク信者を団結させ、彼らの利益を代表するために、1995年に宗教団体「マーヴァッラ・コーダ」が設立された。

## 語源
「マーウスク」という概念は、1960年代に導入されたもので、エストニアの土着信仰を示す言葉である。マー（maa）とはエストニア語で、「地球」「土地」「地面」「国家」「田舎」などを指す言葉であり、ウスク（usk）はエストニア語で「信仰」を表す言葉である。つまり、マーウスクを直訳すれば「土地信仰」であり、英語での「ネイティブ・フェイス(native faith)」に近い表現となっている。つまり、「マー」はエストニア土着の現象であることを表している。
「マーウスク」または「マーウスクデクス」という用語は、他の民族の自然信仰を指す場合にも使用されることがある。エストニアのマーウスク信者は、他の民族の自然信仰については、「自己信仰」や「自然信仰」、「土着信仰」といった名称や、フィンランドの「ハルティアウスコ」や「フィンランド信仰」、マリ信仰などの現地の言語に由来する概念を使用することを推奨している。

## マーウスクの神々

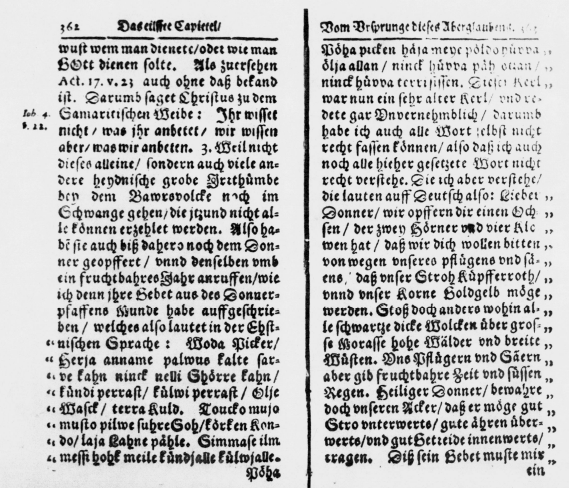
ピクスの祈りは、ヴィフトラ・ユルゲニルによって書かれ、ヨハン・グツラフにより1644年にタルトゥで出版された著作『リヴァニアの偽聖なるヴォハンドゥ川について』に収められている。

マーウスクの神々には、マーエマ、ウク、ヴェーエマ、トゥレーマ、ターラなどが含まれる。
マーエマは、すべての生命の母であり、最も重要な神である。ウクには多くの異なる名前が存在する。例えば、ウッコ、タエヴァイサ、タエヴァタート、ヴァナイサ、ヴァナユマル、アイケネ、アイウケネ、アイケ、ヴァネム、コウ、ピクネ、ピッケルなどがある。
タール（オム・ターリ、古い綴りではターラ、方言ではトア、トール、トールス、テールなど、ヘンリクのリヴァニア年代記によればターラピタ）は、身体を持たず形のない、遍在する力、至高の力と霊性であり、大いなる未知の存在である。この力は、人々やその他の存在すべてを満たしている。
地方の神々の例として、セトゥ人における家畜および豊穣の神ペコ、北岸の水の神コルヨ、メツィク、トン、レーダ、ペルなどが挙げられる。
イールマリンドは、彼の卵から世界と人間が始まったとされているが、マーウスク信者たちは彼を神聖視の対象とは見なしていない。また、創造歌も参照されるべきである。
マーウスク信者にとって、すべての存在には霊性的な次元があり、これは魂、精霊、または神として現れることがある。神々、精霊、そして魂の間には明確な境界が存在しない。農地、草地、森林の神々と精霊が存在し、地域によって名称は異なる。ヴォロ、タルトゥ、ムルギマにおいて知られる「イマデ」と「エサデ」は、他の地域では「精霊」と呼ばれることがある。
神々には人々が認識できる形、色、その他の特性がある。マーウスク信者は、神々や他の精霊を自然の力として、または神々や精霊として認識する自由があり、静かな呼びかけや共同の祈りの中で彼らに話しかけたり、ただ感じたりすることができる。
神々に捧げられた日々として、マーエマの誕生日は春の移動する大地の息吹の祭り、ウクの日は北岸で7月2日、そしてペコの祭りは秋と春に行われる。また、タールを称えるためには、古くから木曜日の夜が捧げられている。

## マーウスクの年代計算
マーウスク信者における年代計算の起点は、後に認識されたビッリゲンの大災害である。この災害の日付は、ヴィールサビデ法に基づいて年単位で正確に特定されている。そのため、マーヴァッラ暦の年10223は、キリスト教暦の2010年に相当する。
零年は紀元前8213年とされ、この日付はヴィールサビデの研究者マッティ・サウラモによって定義された。しかし、後のいくつかの研究によれば、ヴィールサビデの測定結果は紀元前8213年が不正確であるとされており、ビッリゲンの大災害の発生時期は紀元前8305年、または約紀元前9600年であるとの見解もある。

## 関連ページ
- エストニア・ネオペイガニズム
- エストニアの神話
- Eesti rahvakalender
- ヒース
- Kaleva
- Maakeel
- Maarahvas
- Maavald
- 伝承
- Sirvilauad
- ターラ
- ターラウスク
- ムイナススク

## 参照
1. ↑  Art Leete. Maausk – rahvalik salakäik kristluse ja satanismi lähistel? Postimees, 15. detsember 1995.
2. ↑  Härjapea Taarausuliste ja Maausuliste Koja põhikiri, punkt 3.3.
3. ↑  Tutvustus. Maavalla Koja koduleht. (Vaadatud 9.04.2011.)
4. ↑  Looduslikud pühapaigad, Maavald, vaadatud 28.01.2014
5. ↑  Vaata näiteks: Haljand Udam. Orienditeekond. Tartu, Ilmamaa 2001, lk 22–23, 225–226, 226.
6. ↑  Ahto Kaasik. Omausust omailmas. etnofutu4. (Neljanda etnofuturismi konverentsi ettekannete e-kogumik. Vaadatud 2.05.2011.)
7. 1 2 3 4 5 6  Maausust. Maavalla Koja koduleht. (Vaadatud 2.05.2011.)
8. ↑  Viio Aitsam. Kus on maailma kõige uskmatuma rahva jumalad? Maaleht, 26. detsember 2009.
9. ↑  Kaido Kama. Kymme aastat nyydisaegseid sirvilaudu. Maavalla Koja koduleht (vaadatud 2. mail 2011; esmakordselt ilmunud: Vikerkaar 1988, nr 1, lk 49–54.)
10. ↑  Sauramo, Matti 1923: Studies on the Quaternary varve sediments in southern Finland. Bulletin de la Commission Geologique de Finlande 60: 1–164.
11. ↑  Aivar Kriiska, Andres Tvauri. Eesti muinasaeg. Tallinn: Avita, 2002, lk 25.